# 伊東純也
伊東純也（日语：／ Itō Junya，1993年3月9日—）是一名日本足球運動員，司職前鋒，現效力於法甲球隊蘭斯，日本國家足球隊成員。

## 俱樂部生涯
1993年3月9日，伊东生于神奈川县横须贺市。小学1年级时，伊东加入了当地球队鸭居SC开始踢足球，他的父亲在这支球队担任教练，不过小时候的伊东并没有突出表现。
小学6年级的时候参加横滨水手的少年队选拔，进入最后阶段但最终落选，然后加入横须贺海鸥少年队。
伊东初中的3年就是在这里度过。伊东在初中时期未能参加全国大会，但他的个人能力还是吸引了多间足球名校和日职青年队关注。不过伊东拒绝，决定升读逗叶高校。之后便有不少大学关注他，最终选择升读神奈川大学。
在大学时期，伊东有显著成长。1年级时多是后备入替，2年级便成为正选，虽然该年神奈川大学要由甲组降至乙组，但凭藉一整年的稳定表现，伊东入选了关东大学选拔队。
伊东在大学时期其实不是右边攻击球员，主要负责左路进攻或担任前锋，担任左中场时，擅长盘带突破内切起右脚射门。3年级时，伊东在关东大学乙组联赛射入17球；4年级时，他射入10球交出12次助攻，成功在毕业前协助球队重返甲组。
因为曾入选全日本大学选拔队，伊东也吸引到日职球探注意，首先是甲府风林，然后是山形山神，先后参加了这两支球队的练习后，伊东最终选择了甲府风林。
2015年赛季是伊东纯也作为职业球员的第一年，在效力甲府风林时对阵鹿岛鹿角攻入制胜球，这也是他日职联赛的首粒进球，此后在对阵浦和红钻时再次攻入关键扳平进球，在重要的时刻他都发挥了关键作用，30场比赛攻入4球，这4粒进球都是在客场攻入。因此也被柏雷素尔签入。
伊东纯也在柏雷素尔他有时也会被当做边后卫和边锋使用，他爆发力极其出色，绝对是日职联赛的顶级水准，拿球后可以迅速摆脱对手，这点在比赛中非常容易展现出来，本赛季他成为了球队的绝对主力，33场比赛攻入7球，本赛季的首粒进球又是在对阵鹿岛时完成的，球队客场2-0获胜，连续两年在客场战胜对手。
此后在客场同FC东京的比赛中，伊东纯也再次成为了球队取胜的头号功臣，利用对手的失误他攻入了全场唯一的进球。联赛最后一轮，伊东纯也在客场面对福冈黄蜂的比赛中首次梅开二度，球队4-0大获全胜。
本赛季伊东纯也除了7粒进球，还完成了5次助攻，能传能射也显示出了他在球场上的全面。在球队主场迎战福冈黄蜂的比赛中，他虽然没能收获进球，但在伤停补时阶段，他在右路精准的传中，帮助队友轮湖直树完成逆转绝杀，这次传中也显示了其精准的脚法。
柏雷素尔官方宣布边锋伊东纯也租借加盟比甲亨克，租借期一年半至2020年夏天。从2月下旬开始成为球队常规主力，半个赛季以来，他共在比甲出场13次，打进3球还有2次助攻。
在比甲第30轮亨克客战威尔郡的比赛中，伊东纯也利用自己的速度和技术贡献一进球一助攻，帮助球队最终3-3战平了对手。
亨克1-1战平安德莱赫特，提前一轮获得了本赛季比甲联赛的冠军，伊东纯也首发出场，并在比赛中通过策动，为队员创造了进球。亨克时隔8个赛季重新夺回冠军，并获得了下赛季欧冠联赛的出场权。 
来自柏雷素尔的官方消息，日本前锋伊东纯也正式转会比甲豪门亨克。
法甲兰斯官方宣布，日本国脚伊东纯也正式加盟。他将身披39号球衣，与兰斯签约至2026年。
2022年8月28日，法甲第4轮，兰斯1:1里昂。伊东纯也首发第67分钟被换下。第24分钟伊东纯也接队友助攻头球破门，打进法甲首球。

## 國家隊生涯
此外在日本前任主帅哈利霍季奇执教期间，伊东纯也也曾代表国家队出场过3次，不过他在经历换帅之后未能入选国家队，并且没有入选参加俄罗斯世界杯的名单。
2018年10月，伊东纯也之前随日本国家足球队征战了两场友谊赛，其在与巴拿马的比赛中首发出战并打入1球，与乌拉圭的比赛则是没有出战。
伊东纯也也得到了日本国家队主帅森保一的征召，作为轮换主力来参加2022年世预赛，与堂安律竞争主力右前卫。
日本与蒙古的比赛，日本以6:0的比分战胜蒙古，伊东纯也上演助攻帽子戏法。
伊东纯也在3比0击败韩国的友谊赛，他登场74分钟。在14比0横扫蒙古的世预赛，伊东纯也单场2球3助攻，拿出了极为出色的表现。
2022年11月，伊东纯也入選日本隊2022年世界盃大名單。
2024年1月，入選2023年亞足聯亞洲盃代表隊，賽事期間遭日本媒體報導涉入性侵案件，伊东纯也否認指控，日本足協也聲明不會強迫他退賽，但伊东纯也在8強賽對戰伊朗前夕，仍退出國家隊提前返國，日本隊在8強賽也以1:2敗給伊朗。

## 獎項

### 球會
亨克
- 比利時甲組聯賽 : 2018–19
- 比利時盃 : 2020–21[12]
- 比利時超級盃 : 2019

## 外部連結
- National Football Teams（页面存档备份，存于）
- 伊東純也的X（前Twitter）
- 伊東純也的Instagram帳戶
- Soccerway資料庫：伊東純也